# Товариство Ісуса
Товари́ство Ісу́са (лат. Societas Iesu, скорочено S.J., або S.I.) — найчисленніший католицький чернечий орден. Заснований 1534 року Ігнатієм Лойолою. Затверджений 27 вересня 1540 року папою Павлом III. Члени ордену відомі як єзуїти; їх інколи називають «солдатами Ісуса Христа» або «піхотинцями Папи», тому що сам Лойола був лицарем до того, як став священником. Девіз — «Ad maiorem Dei Gloriam» («Усе на славу Божу»). Сьогодні кількість єзуїтів становить 20 170 осіб, серед яких 14 147 — священники. Їхні місії діють у 112 державах на всіх континентах світу. Головними напрямками діяльності єзуїтів є євангелізація, освіта і наукові дослідження. Першим і єдиним єзуїтом-папою був понтифік Франциск. Також — Єзуї́тський о́рден.

## Історія

Печатка товариства Ісуса. Христограма «IHS» — це перші три літери «IHΣOYΣ», які вимовляються грецькою мовою як «Ісус». У пізніші часи її тлумачили як скорочення від «Iesus Homini Salvator» («Ісус, Спаситель Людства») або «Iesum Habemus Socium» («Маємо Ісуса Компаньйоном».

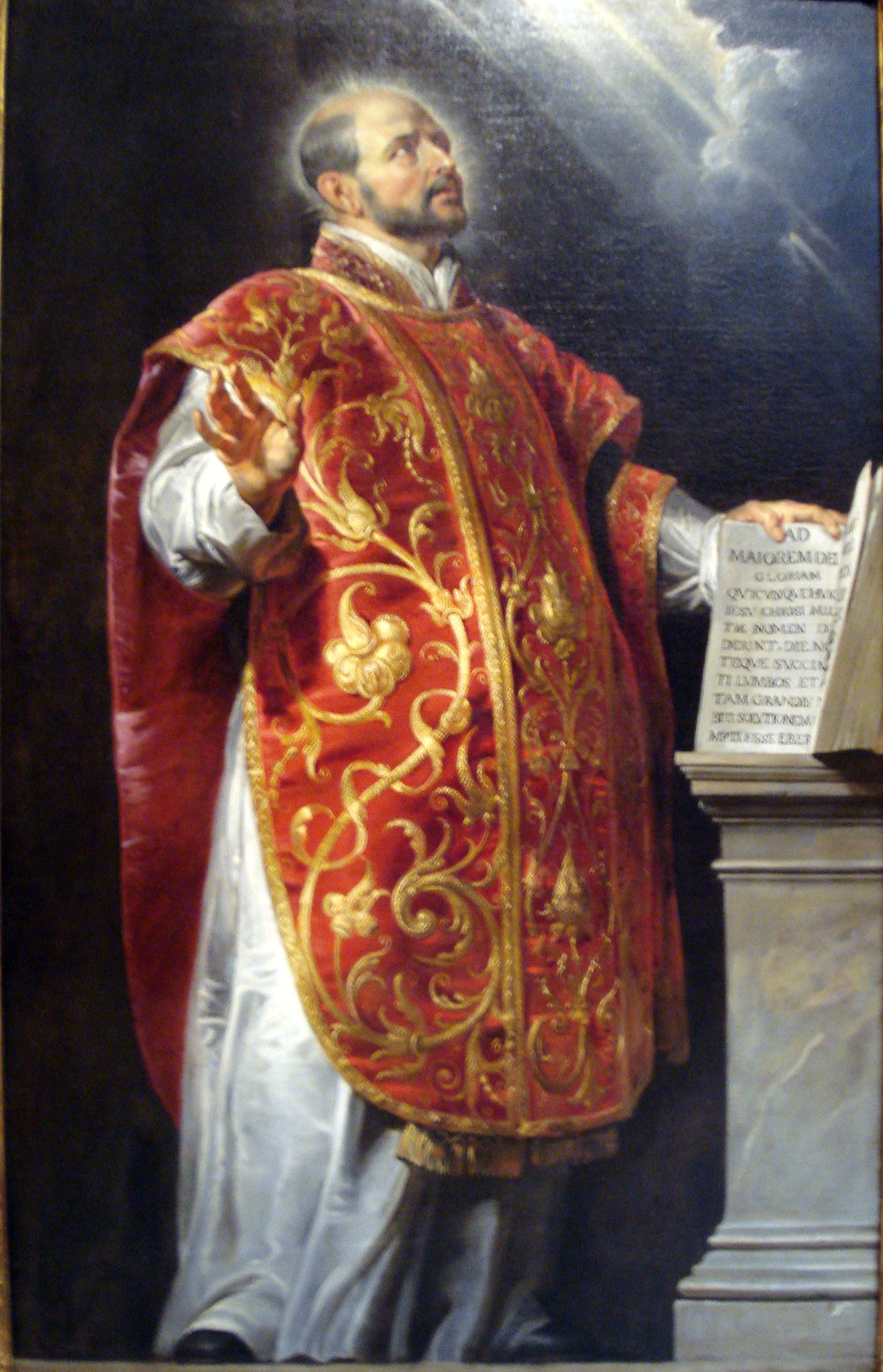
Рубенс. Св. Ігнатій Лойола

Ігнатій Лойола, засновник «Товариства Ісуса», народився в 1491 році в замку Лойола в країні Басків в Іспанії. 1523 рік він провів в Єрусалимі, досліджуючи «шлях Ісуса». Після повернення він навчався в Барселоні, потім в місті Алькала-де-Енарес. Складні відносини з інквізицією (він навіть просидів кілька днів у в'язниці) змусили його залишити Алькалу і вирушити до Саламанки, а потім у Париж, де він навчався в Сорбонні. Йому на той час було 37 років. Саме тоді у Парижі і був заснований орден.
Наприкінці 1536 року він з групою товаришів (серед них П'єр Фавр з Савої, Франциск Ксав'єр з Наварри, португалець Сіман Родрігіш) вирушає до Рима і в листопаді 1537 року поступив на церковну службу.
Тепер, коли їх могли розіслати по всьому світу, побратими передчували, що їхня група може розпастися. Перед ними постало питання про те, які відносини вони повинні відтепер встановити між собою. Їхнє ставлення до чернечих орденів було дуже неприязним — на них покладалася значна частина відповідальності за занепад Церкви. Проте вони ухвалили рішення заснувати новий чернечий орден і написали проект статуту, який представили папі. Головною метою єзуїтів стало проповідування ідей християнства, поширення впливу католицької церкви і зміцнення влади папи римського. Організаційні принципи Товариства будувались на основі суворої дисципліни, безумовного підпорядкування лише генералові Товариства, або римському папі (якому при вступі до ордену присягали на вірність). Папа затвердив його 27 вересня 1540 року. У квітні наступного року товариші Ігнатія обрали його своїм настоятелем («praepositus»).
Протягом решти п'ятнадцяти років свого життя Ігнатій керував орденом і встановлював його конституцію. До дня його смерті вона була практично завершеною. Перша конгрегація, яка обрала його наступника, доповнила цей документ і офіційно його затвердила.
У XVI—XVII століттях, намагаючись поширити свій вплив, єзуїти активно діяли у багатьох країнах світу, зокрема в Індії (з 1542 р.), Японії (з 1549 р.), Китаї (з 1563 р.), на Філіппінах (з 1594 р.) та ін. (див. Єзуїти в Китаї).
У середині XVI століття єзуїти продуктивно працювали в Україні (у 1574 р. постала окрема Польська провінція ордену). У XVIII столітті члени Товариства створили християнську державу автохтонів гурані в Парагваї, яка була знищена Іспанією і Португалією, що прагнули нових земель у Південній Америці.
Через вірність ідеалам Христа, які часто йшли врозріз із політикою європейських держав, Товариство Ісуса неодноразово забороняли у Португалії, Франції, Іспанії. Єзуїти формально були ліквідовані Папою Климентом XIV у 1773 році буллою Dominus ac Redemptor.
Гоніння проти єзуїтів у Португалії, що почалися в 1759 р. за міністра Помбалу, супроводжувалися переслідуванням, насильницьким вигнанням, ув'язненням членів Ордену. 1764 р. — почались гоніння у Франції, тут одну з провідних ролей зіграла маркіза де Помпадур.
Зрештою, Португалії, Франції, Іспанії, Неаполю і Пармі спільними зусиллями (Франція і Неаполь навіть захопили частину Папської держави) вдалося переконати нового папу Климента XIV остаточно знищити орден єзуїтів (булла «Dominus ac Redemptor noster» (1773). Генерал ордену Лоренцо Річчі був ув'язнений в Ельзенбурзі, де помер у 1775 році.
Лише Фрідріх II в Сілезії та Катерина II в Білорусі та Литві (Самогія) не стали забороняти єзуїтів. У період 1801—1820 років Товариство Ісуса активно розвивалося в Російській імперії. Продовжували діяльність школи при колегіях у Білорусі — у Вітебську, Могилеві, Мстиславі, Орші, Полоцьку; Прибалтиці — в Даугавпілсі. Відкрились нові школи при колегіях у Ризі, Ужвальді, Краславі, Санкт-Петербурзі, на території України — в Романові біля Житомира. Відкрились нові місії єзуїтів у Саратові, на Кавказі — в Моздоку, у Сибіру — в Іркутську і Томську, в Україні — в Одесі, а також місія в Астрахані. При місіях середні школи діяли в Одесі, Астрахані, Саратові, Чечерську.
7 серпня 1814 року Пій VII своїм бреве «Sollicitudo omnium ecclesiarum» відновив Товариство Ісуса в усьому світі.
З XVI століття для проповідування ідей християнства і виховання своїх прихильників створювались єзуїтські школи, які відзначались високим рівнем викладання. В Україні такі школи були створені у Львові (1608 р.), Луцьку (1609 р.), Києві (1690 р.) та ін. містах. У 1661 році грамотою польського короля Яна II Казимира Львівська єзуїтська колегія була реформована в університет. На українських землях у складі Російської імперії єзуїти були змушені припинити свою діяльність у 1820 р., а у Західній Україні — у 1939 році. На початку 1990-х років діяльність Товариства Ісуса в Україні відновлено.

### Україна

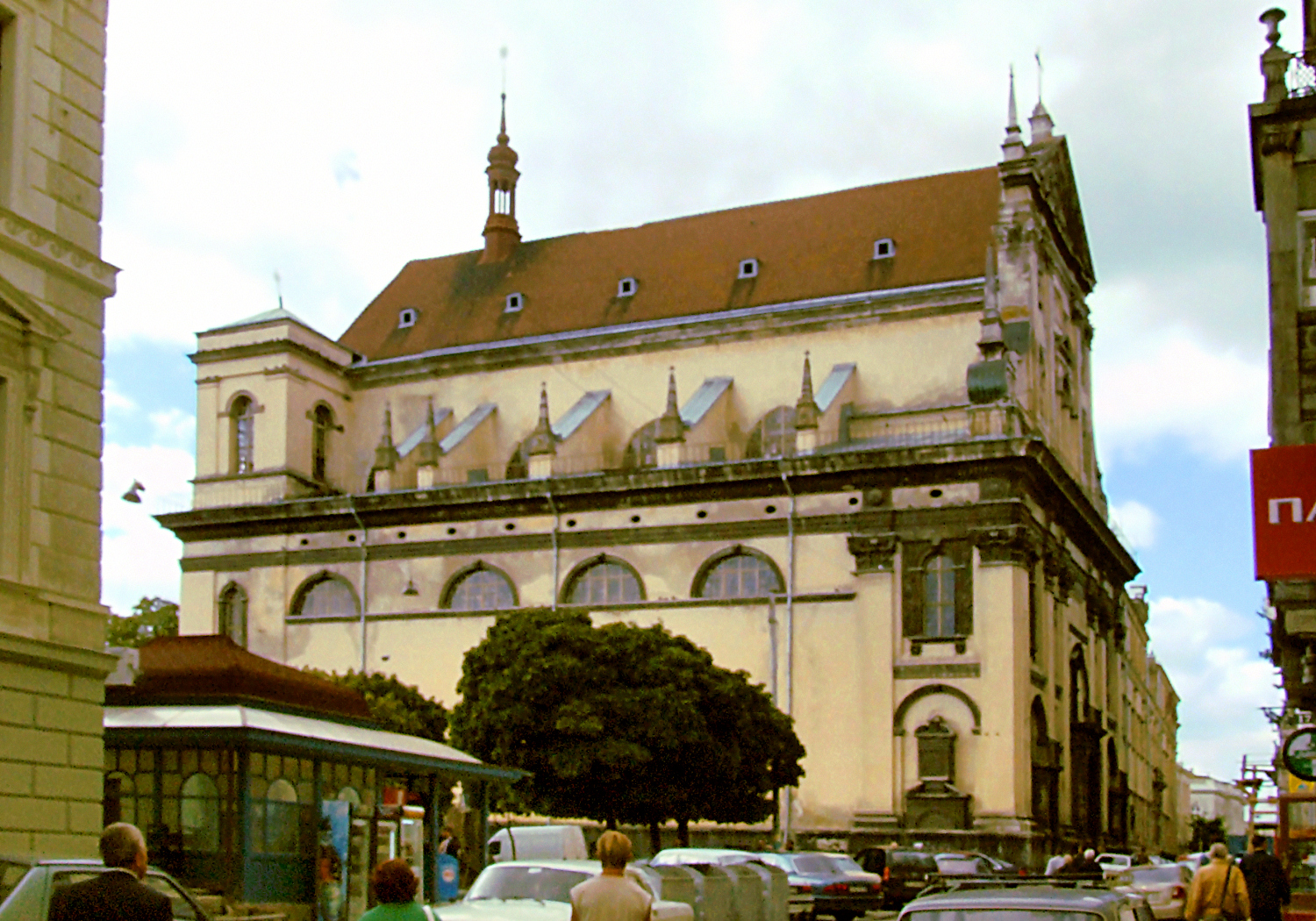
Костел ордену Єзуїтів (Львів), споруджений у 1610—1630 рр. архітектором єзуїтського ордену Джакомо Бріано

#### Київ
Єзуїтська резиденція з'явилася у Києві 1620 р. з ініціативи єпископа Богуслава Окші-Радошевського. 1623 року її перевели до єпископського містечка Фастова, де з 1625 р. почала діяти колегія середнього типу зі школами граматики, поетики і риторики. Після 1633 р. єзуїти знову повертаються до Києва, розмістившись в будинку, купленому для них Янушем Тишкевичем — тодішнім київським воєводою.
Попри те, що 1646 року Адам Кисіль і Петро Могила, тодішній Київський митрополит, порушували на сеймі клопотання про заборону відкриття у Києві єзуїтських навчальних закладів, тут у вересні 1647 була відкрита колегія, аналогічна фастівській. Діяльність колегіуму підтверджують дані Андреаса Целларія.
На подвір'ї єзуїтів 1646 року (розпочався 8 червня) відбувся знаменитий триденний публічний диспут католицьких теологів С. Смялковича і Миколая Ціхоцького (Ці(и)ховського) з ректором Києво-Могилянської колегії І. Гізелем. Єзуїти покинули Київ на початку Визвольної війни 1648—1654 рр.; подальша доля будівель, які належали їм, невідома. Павло Алеппський стверджував про розправу з монахами-єзуїтами у Києві під час Хмельниччини: їх втопили у Дніпрі, тіла залишили на поїдання собакам.

#### Колегіуми
Перша єзуїтська колегія на українських землях була відкрита 1575 року в Ярославі (1575—1773; нині місто в Польщі; тут учився свого часу і Б. Хмельницький). Упродовж XVI—XVIII ст. були засновані й діяли також колегії в містах Львів (1608—1773), Луцьк (1608—1773), Острог (1626/27—1773), Бар (1646—1666, 1749—1773), Фастів (1625; 1647—1648 переведена до Києва), Переяслав (1636—1648), Кам'янець (1610—1672, 1700—1773; нині м. Кам'янець-Подільський), Вінниця (1630—1648, 1732—1773), Ксаверів (1647—1648; нині село Малинського р-ну Житомир. обл.), Коросно (1631—1773), Перемишль (1626—1627, 1654—1773; нині обидва міста в Польщі), Овруч (1685—1773), Красностав (1688—1773; Польща), Самбір (1702—1773), Кременець (1712—1773), Станіслав (1716—1773; нині м. Івано-Франківськ), Житомир (1747—1773).
У 17-18 ст. при колегіях виникають конвікти (інтернати) для незаможної шляхетської молоді. Вони існували в Кам'янці (1614—1672, 1714—1773), Острозі (1640), Львові (1709), Луцьку (1752), Кросні (1766), Вінниці (1754), Кременці (1749—1750).
20 січня 1661 р. — польський король Ян ІІ Казимир підписав диплом, який надавав Львівській єзуїтській колегії гідність академії і титул університету з правом викладання всіх тодішніх університетських дисциплін, присудження вчених ступенів. Навчання у Львівському університеті велося за зразком інших єзуїтських університетів в Європі. 1758 р. Август ІІІ затвердив диплом від 20 січня 1661 р., виданий Яном ІІ Казимиром. Однак через протидію Краківського університету та Замойської академії невдовзі його позбавили права надавати випускникам академічні ступені, що вважалося прерогативою цих вищих навчальних закладів.
У 1812 р. — Полоцька колегія отримала статус академії (університету).

#### Подальші роки
В 1802 році єзуїти відкрили в Одесі місійний осередок, збудували костел, при ньому — парафіяльне училище. У 1804 році ними було засновано чоловічий та жіночий пансіонати для дітей з шляхетних родин. Ці заклади отримали державне визнання.
Серед шляхтичів міста Романова, що біля Житомира, виникло бажання запросити єзуїтів для створення в їхньому місті місійного і навчального осередків. Один із шляхтичів — пан Ільїнський, звернувся до завідувача відділу іноземних віровизнань в Російській імперії князя Голіцина, щоби відкрити в Романові єзуїтську школу. B департаменті Голіцина і кабінеті імператора Олександра I дали згоду, і в 1818 році єзуїти прибули в Романів — збудували костел, школу і бібліотеку.
У XIX столітті на Холмщині царський уряд провадив політику насильного переходу греко-католиків у православ'я. У 1874 році навіть дійшло до кривавої сутички: у Пратулині і Дрелові царські війська розстріляли кілька десятків осіб, які стали в обороні Греко-католицької церкви. Наступного року частина греко-католиків, яку очолив Маркел Попель, оголосила в місті Холмі акт відступництва від Вселенської церкви і приєдналася до Московської патріархії. Царський уряд витлумачив цю акцію як обов'язкову для всіх греко-католиків. Упродовж 30 років — з 1875 до 1905 — тривало жорстоке переслідування унії, внаслідок якого одні миряни таки змирилися й перейшли у православ'я, інші — до римо-католиків, але були й такі, що таємно і послідовно дотримувалися греко-католицького обряду. Ці факти є досить відомими.
В 1877 році єзуїти отримали від Конгрегації надзвичайних справ повноваження таємно провадити душпастирство серед греко-католиків Холмщини. У Варшаві і Любліні вони відкрили продуктові магазини, які використовували як підпільні центри для зустрічей з переслідуваними греко-католиками.

### Новітній період
В міжвоєнний період єзуїти діяли на території Польщі (в склад якої входила Західна Україна) та Румунії (Буковина).
У Чернівцях орден зорганізував місійну працю завдяки підтримці архієпископа Зиґмунда Філінського. Єзуїти збудували костел Найсолодшого Серця Ісуса (1891—1894), a біля нього — дім для резиденції в готичному стилі. У 1944 році, коли Чернівці анексував Радянський Союз, єзуїтів ув'язнили і вивезли до Росії.
Єзуїтський конвікт у Хирові зазнав руйнувань під час Першої світової війни. У 1921 році його відбудували, a з початком Другої світової війни та приходом радянської влади цей заклад конфіскували на користь військових.
В 1920-х рр на території тогочасної Польщі жило близько 4 мільйонів православних. У 1923 році, з нагоди 300-літнього ювілею мученицької смерті Йосафата Кунцевича, Святіший Отець Пій XI в енцикліці «Ecclesiam Dei» звернувся до православних, заохочуючи їх поєднатися із Апостольською столицею при одночасному збереженні свого церковного обряду, мови і традицій. Провадити підготовку до цього процесу Римська курія доручила чину отців-єзуїтів. У 1924 році в Товаристві Ісуса офіційно створили Східний відділ, до обов'язку якого й належало практично реалізувати новочасну унійну концепцію Апостольської столиці.
Для першої місійної станиці Східний відділ ордену обрав Альбертин, що в Білорусі. У 1925 році там відкрили греко-католицьку парафію, a наступного року — новіціат візантійсько-слов'янського обряду. За період першого десятиліття у новіціаті проходили послушництво понад 80 кандидатів, але тільки половина з них залишилася в ордені для праці у Східному відділі. Це були білоруси, українці, росіяни, поляки і чехи. З початком Другої світової війни Альбертинський новіціат отців-єзуїтів припинив своє існування.
Наприкінці 20-х років XX століття Луцький єпископ Адольф Шельонжек представив у Варшавській нунціатурі проєкт поширення вищезгаданої неоунії і домігся, щоб монастир бернардинів, що знаходився в Дубно, передали Луцькій єпархії на довільний термін. У цьому монастирі єпископ розмістив Духовну семінарію візантійсько-слов'янського обряду, яку в 1931 році перейменували у Папську семінарію і передали у відання Східного відділу Товариства Ісуса. Основні семінарійні предмети викладали латинською мовою, a додаткові — польською і українською. У 1939 році цей заклад отримав статус папської міжєпархіальної Східної семінарії і підлягав безпосередньо Апостольській столиці.
У часи Радянського Союзу на території України єзуїти з Литви працювали напівлегально серед римо-католиків, a серед греко-католиків — нелегально. Результатом таких душпастирських старань є парафія св. Анни у місті Хмельницькому. Сьогодні в багатьох країнах світу (в тому числі й в Україні) Орден Єзуїтів проводить реколекції на основі Духовних вправ Ігнатія Лойоли.
Сьогодні у Товаристві Ісуса налічується близько 20000 членів у 85 провінціях в 127 країнах світу.

## Засади ордену
Основні принципи ордену: жорстка дисципліна, сувора централізація, беззаперечне підкорення молодших старшим за станом, абсолютний авторитет голови — генерала («чорного папи»), підпорядкованого безпосередньо Папі Римському (голова обирається на довічний термін). Система моралі, розроблена єзуїтами, ними самими називалася «пристосувальною» (accomodativa), оскільки давала широку можливість залежно від обставин довільно тлумачити основні релігійно-моральні вимоги. Для більш успішної діяльності орден дозволяє багатьом єзуїтам вести світський спосіб життя, зберігаючи в таємниці свою приналежність до ордену. Широкі привілеї, дані папством єзуїтам (звільнення від багатьох релігійних приписів і заборон, відповідальність тільки перед орденським начальством тощо), сприяли створенню надзвичайно гнучкої і міцної організації, яка за короткий час поширила свою діяльність на численні країни. Слово «єзуїт» тоді ж дістало свої переносні значення.
У середньовіччі єзуїти активно використовували казуїстику, систему пробабілізму, а також застосовували різні прийоми для трактування речей у вигідному для себе світлі, зокрема уявні застереження тощо. Через подібну мораль у побутовій мові слово «єзуїт» стало синонімом хитрої, лукавої людини. Багато тез єзуїтської моралі були засуджені папою Інокентієм XI, Олександром VII та іншими. З єзуїтами полемізував Паскаль в своїх Листах до провінціала (фр. Lettres Provinsiales). Незважаючи на те, що сучасні єзуїти не надто виділяються своєю філософією на тлі інших католицьких орденів, частина критиків вважає, що єзуїти не до кінця відкинули прийняту в середньовіччі мораль, яка допускає досить вільне трактування різних речей і подій.

## Канонізовані єзуїти
- Св. Ігнатій Лойола
- Франциск Ксав'єр
- Алоізій Гонзага
- Анджей Боболя
- Станіслав Костка
- Роберто Белларміно
- Петро Канізій
- Петро Клавер
- Адам Хмельовський
- Маттео Річчі

## Науково-освітні заклади
- Інститут історії Товариства Ісуса (Італія, Рим)
- Папський біблійний інститут (Італія, Рим)
- Комільяський папський університет (Іспанія, Мадрид)
- Папський східний інститут (Італія, Рим)
- Папський Григоріанський університет (Італія, Рим)

## Періодичні видання
- Archivum Historicum Societatis Iesu — історичний журнал.
- Razón y Fe — іспанський культорологічний журнал.

## Відомі єзуїти
- Див: Список відомих єзуїтів
- Див: Список генералів єзуїтів

## Інтернет-ресурси
- Історія Християнства: війни, хрестоносці, єзуїти, тамплієри, інквізиція, відьми.